# Repetitie van een ballet op het podium
Repetitie van een ballet op het podium (originele Franse titel: Répétition d'un ballet sur la scène) is een olieverfschilderij van de Franse impressionistische kunstschilder Edgar Degas uit 1874. Het is een van de vele werken die Degas maakte met het ballet als thema. Graaf Isaac de Camondo, een bekend verzamelaar van impressionistische kunst, liet het schilderij in 1911 na aan het Louvre. Sinds 1986 bevindt het werk zich in het Musée d'Orsay.

## Context
Bij zijn overlijden in 1917 liet Degas, op een oeuvre van in totaal zo'n 1200 werken, bijna 300 schilderijen na met het ballet als thema. Het ballet in de tijd van Degas had nog niet de fase van artistieke vernieuwing bereikt die vanaf 1910 door met name de Ballets Russes werd ingezet, maar stond nog sterk onder invloed van de romantiek uit de eerste helft van de negentiende eeuw. De lichte kleren en het dansen 'en pointe' (op de toppen van hun tenen) suggereerden een idee van gewichtloosheid en gratie, passend bij romantische figuren als elfen, feeën en geesten. Nadat het romantische ballet na 1860 sterk aan populariteit leek in te boeten, ontstond er in de jaren 1870 een sterke opleving, mede onder invloed van de muziek van Pjotr Iljitsj Tsjaikovski.

## Het ballerina-thema
Ballerina worden was aan het einde van de negentiende eeuw een droom van menig meisje, met name in Parijs. Voor de grote balletten uit die tijd werden de mooiste meisjes geselecteerd, vaak al op heel jonge leeftijd, en ook als je niet uit de hoogste klassen afkomstig was kon je een kans krijgen. Voor veel mannen uit die tijd had het ballet een sensuele en erotische aantrekkingskracht, vooral vanwege al die jonge meisjes die in korte rokjes over het podium zweefden. Het was een geoorloofde vorm van voyeurisme, in een tijd waarin het voor vrouwen elders niet geoorloofd was veel van hun lichaam prijs te geven.

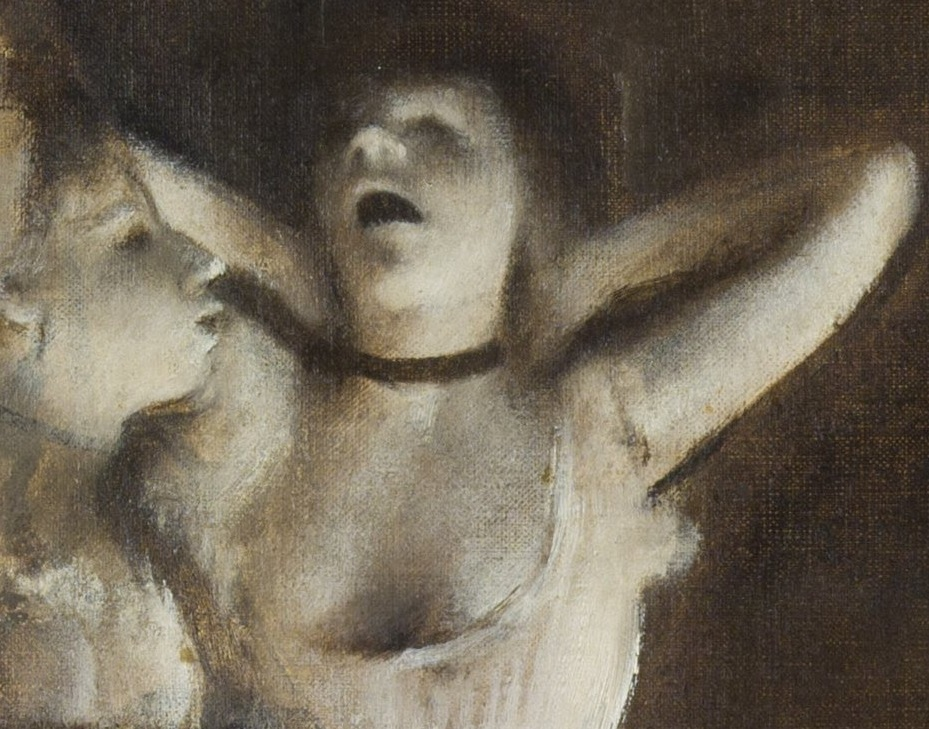
Dromen, gapen...

Voor veel ballerinameisjes bood het ballet vaak een uitweg uit de relatieve armoedigheid van het dagelijks bestaan, niet via het dansen, maar vooral door de aandacht van gegoede bewonderaars. Biografieën van ballerina's uit die tijd staan dan ook vol met namen van rijke beschermheren, die vaak een ballerina als maîtresse hadden. Het verwerven van de aandacht van voorname beschermheren vormde vaak een grote bron van rivaliteit tussen ballerina's, net zoals het verkrijgen van belangrijke rollen in de uitvoering.

## Afbeelding
Repetitie van een ballet op het podium beeldt een groep anonieme ballerina's af die zich verzameld hebben op een podium, ter voorbereiding van een uitvoering. Het licht valt van voor op de planken, hetgeen een aanwijzing kan zijn dat het om een generale repetitie gaat. De ballerina's zijn op het weergegeven moment duidelijk nog niet begonnen. Sommigen doen hun tutu's nog aan, anderen proberen voorzichtig hun eerste oefenstapjes. Achteraan het podium zit schrijlings een figuur over een stoel die mogelijk de theaterdirecteur is, of een uitverkoren beschermheer van een van de meisjes. Het gebeurde in die tijd vaker dat vrienden van de theaterdirecteur of belangrijke personen uitgenodigd werden repetities bij te wonen. Ook Degas maakte op uitnodiging talloze schetsen tijdens oefensessies.
Het afgebeelde theater is geïdentificeerd als de Grande Opéra in de Rue de Peletier, dat nog voor de voltooiing van het schilderij, eind 1873, door een brand werd verwoest. Typerend voor dat theater waren de loges die zich recht boven het podium bevonden en die vaag te zien zijn boven de zittende heer. Nabijheid was voor veel toeschouwers tijdens balletuitvoeringen belangrijker dan een goed overzicht. Achter de loges bevonden zich kleine salons die met gordijnen konden worden afgesloten.

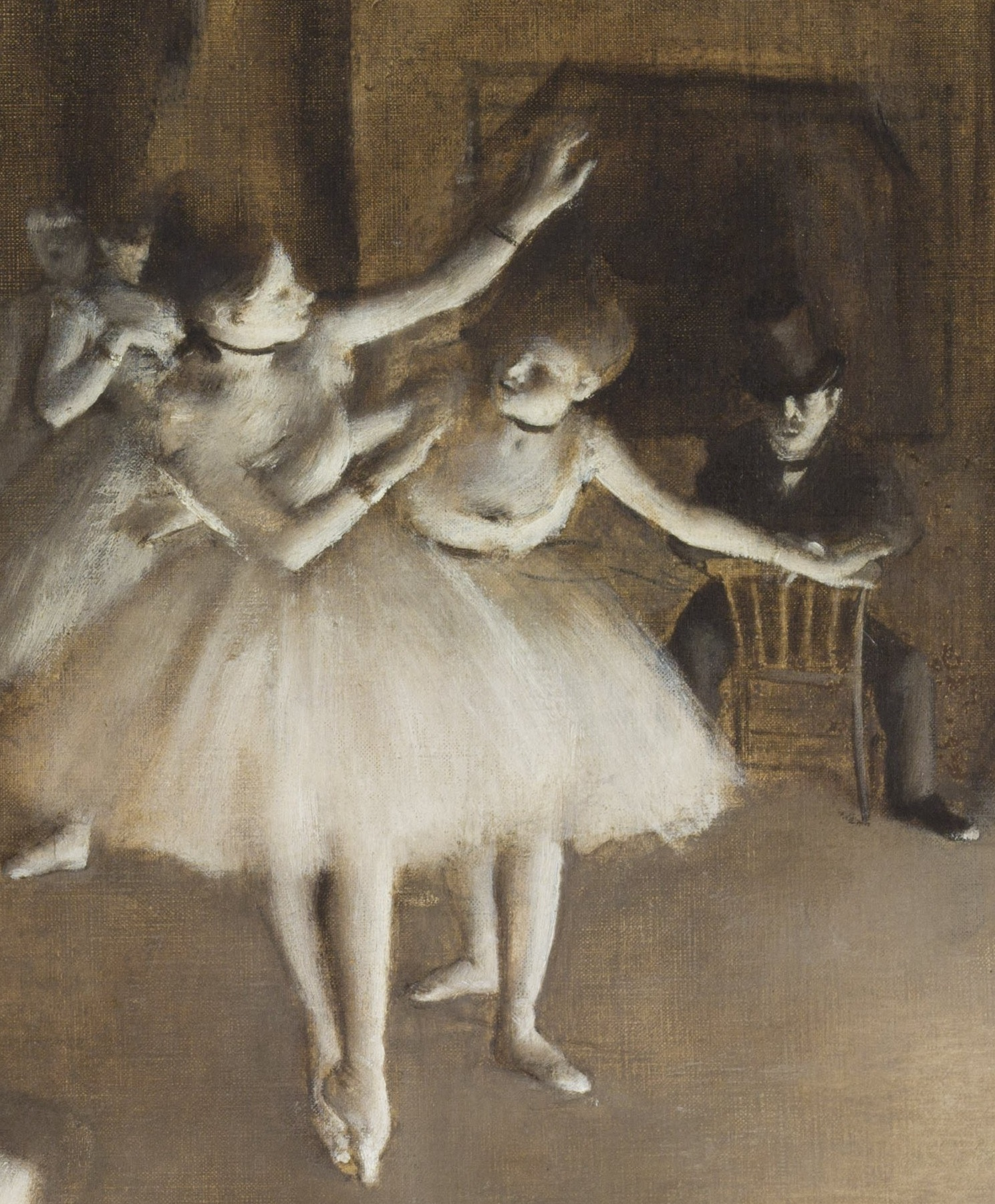
Detail: zittende heer bekijkt de ballerina's

## Uitwerking
Degas maakte de schetsen op basis waarvan hij Repetitie van een ballet op het podium schilderde vanuit een van die loges in het theater. Hij was op dat moment bijna veertig, maar stond zelf niet echt bekend als regelmatige beschermheer of minnaar van ballerina's. Doorgaans leidde hij een teruggetrokken vrijgezellenleven. Degas was ook minder geïnteresseerd in de individuele karakters van de ballerina's, maar veel meer in hun bewegingen en gebaren. De gezichtsuitdrukkingen van de meisjes op het schilderij zijn dan ook bleek, vaag en anoniem. Degas heeft vooral aandacht voor wat ze min of meer onbewust deden op momenten dat ze niet optraden of geconcentreerd in oefening waren. Die aandacht voor het 'onbewaakte ogenblik' zien we in veel werk van Degas terug, bijvoorbeeld in werken waar vrouwen hun haar kammen, zich aankleden, baden, enzovoort.
'De vrouwen die ik schilder', zo zei Degas ooit, 'zijn eenvoudige, aardige mensen, die nergens aan denken en alleen bezig zijn met zichzelf en hun eigen lichaam'. Hij omschreef veel van zijn werken als 'een blik door een sleutelgat'. Ook in Repetitie van een ballet op het podium zien we dit idee terug: de meisjes gapen, krabben zich, strekken zich uit, nog even gepreoccupeerd met zichzelf tot aan het moment dat ze de ogen van het publiek op zich gericht weten. Voor Degas hadden deze bewegingen hun eigen gratie, meer nog dan wanneer ze daadwerkelijk dansten. Hij gunt de toeschouwer een de gelegenheid even heimelijk mee te gluren.

## Compositie
De grauwe achtergrond en de plankenvloer van het podium is in dit schilderij bewust vlak en neutraal gehouden. Voor Degas zijn deze banaal-neutrale elementen evenwaardig aan de rest van de compositie. De groepen ballerina's en de voorste rand van de scène vormen een denkbeeldige ellips met op de voorgrond een geïsoleerde ballerina en achteraan de op een stoel zittende man, geplaatst op de brandpunten van de ellips. Deze denkbeeldige constructie houdt het hele werk bij elkaar en vormt een bindend element.